# Macedónia a 2014. évi téli olimpiai játékokon
Macedónia az oroszországi Szocsiban megrendezett 2014. évi téli olimpiai játékok egyik részt vevő nemzete volt. Az országot az olimpián 2 sportágban 3 sportoló képviselte, akik érmet nem szereztek.

## Alpesisí
Férfi
| Versenyző           | Versenyszám      | 1. futam      | 1. futam      | 2. futam | 2. futam | Összesítés | Összesítés |
| Versenyző           | Versenyszám      | Idő           | Hely.         | Idő      | Hely.    | Idő        | Helyezés   |
| ------------------- | ---------------- | ------------- | ------------- | -------- | -------- | ---------- | ---------- |
| Antonio Risztevszki | Műlesiklás       | 55,38         | 56.           | 1:03,06  | 28.      | 1:58,44    | 29.        |
| Antonio Risztevszki | Óriás-műlesiklás | nem ért célba | nem ért célba | kiesett  | kiesett  | kiesett    | kiesett    |

## Sífutás
Férfi
| Versenyző          | Versenyszám | Selejtező | Selejtező | Negyeddöntő | Negyeddöntő | Elődöntő | Elődöntő | Döntő         | Döntő         |
| Versenyző          | Versenyszám | Idő       | Hely.     | Idő         | Hely.       | Idő      | Hely.    | Idő           | Helyezés      |
| ------------------ | ----------- | --------- | --------- | ----------- | ----------- | -------- | -------- | ------------- | ------------- |
| Darko Damjanovszki | 15 km       |           |           |             |             |          |          | 48:34,9       | 81.           |
| Darko Damjanovszki | 50 km       |           |           |             |             |          |          | nem ért célba | nem ért célba |
| Darko Damjanovszki | Sprint      | 4:08,56   | 78.       | kiesett     | kiesett     | kiesett  | kiesett  | kiesett       | 78.           |

Női
| Versenyző         | Versenyszám | Eredmény | Helyezés |
| ----------------- | ----------- | -------- | -------- |
| Marija Kolaroszka | 10 km       | 44:46,0  | 74.      |